# Шевчук, Ксения Сергеевна
Ксе́ния Серге́евна Шевчу́к (фр. Kseniya Shevchuk; род. 1991) — российская, с 2022 года французская кёрлингистка.
Обладатель Кубка России среди женщин. Чемпион Франции среди смешанных пар.
В «классическом» кёрлинге (команда из четырёх человек одного пола) в основном играет на позиции четвёртого. Несколько сезонов была скипом команды.
По данным на 2022 год, кандидат в мастера спорта России (2022, кёрлинг).
Начала заниматься кёрлингом в Дмитрове, выступала за команды Московской области. В 2022 году сменила «спортивное гражданство» — переехала во Францию, начала выступать за смешанную парную сборную этой страны, с партнёром по смешанной паре Вильфридом Куло прошла квалификацию на чемпионат мира 2024.

## Достижения
Россия
- Кубок России по кёрлингу среди женщин: золото (2017), бронза (2020).

Франция
- Чемпионат Франции по кёрлингу среди смешанных пар: золото (2024[7][8]).

## Команды
| Сезон                                               | Четвёртый          | Третий              | Второй             | Первый             | Запасной                                  | Турниры                              |
| Россия                                              | Россия             | Россия              | Россия             | Россия             | Россия                                    | Россия                               |
| --------------------------------------------------- | ------------------ | ------------------- | ------------------ | ------------------ | ----------------------------------------- | ------------------------------------ |
| 2013—14                                             | Ксения Шевчук      | Дарья Стёксова      | Марина Вдовина     | Яна Гаврилюк       | Дарья Щелягина                            | КРЖ 2013 (6 место)                   |
| 2015—16                                             | Ксения Шевчук      | Ирина Рязанова      | Влада Румянцева    | Анастасия Мищенко  | Анастасия Шустрова                        | ЧРЖ 2016 (5 место)                   |
| 2016—17                                             | Дарья Морозова     | Анастасия Москалёва | Ксения Шевчук      | Ольга Котельникова |                                           | КРЖ 2016 (11 место)                  |
| 2016—17                                             | Ксения Шевчук      | Влада Румянцева     | Ирина Рязанова     | Анастасия Мищенко  | Анастасия Шустрова тренер: Татьяна Лукина | ЧРЖ 2017 (8 место)                   |
| 2017—18                                             | Влада Румянцева    | Ксения Шевчук       | Ирина Рязанова     | Анастасия Мищенко  | Анастасия Шустрова                        | КРЖ 2017                             |
| 2017—18                                             | Влада Румянцева    | Анастасия Мищенко   | Ирина Рязанова     | Ксения Шевчук      | Анастасия Шустрова                        | ЧРЖ 2018 (6 место)                   |
| 2018—19                                             | Ольга Котельникова | Ксения Шевчук       | Дарья Панченко     | Дарья Стёксова     | Александра Кардапольцева (ЧРЖ)            | КРЖ 2018 · ЧРЖ 2019 (4 место)        |
| 2019—20                                             | Ксения Шевчук      | Екатерина Толстова  | Дарья Панченко     | Дарья Стёксова     | Виктория Постнова                         | КРЖ 2019 (8 место)                   |
| Кёрлинг среди смешанных команд (mixed curling)      |                    |                     |                    |                    |                                           |                                      |
| 2011—12                                             | Ксения Шевчук      | Алексей Тузов       | Ольга Котельникова | Александр Чистов   | Дарья Стёксова                            | КРСК 2011 (15 место)                 |
| 2012—13                                             | Ксения Шевчук      | ?                   | ?                  | ?                  |                                           | КРСК 2012 (13 место)                 |
| 2017—18                                             | Ксения Шевчук      | Дмитрий Антипов     | Ирина Рязанова     | Даниил Шмелев      |                                           | КРСК 2018 (11 место)                 |
| Кёрлинг среди смешанных пар (mixed doubles curling) |                    |                     |                    |                    |                                           |                                      |
| 2015—16                                             | Ксения Шевчук      | Павел Мишин         |                    |                    |                                           | ЧРСП 2016 (13 место)                 |
| 2016—17                                             | Ксения Шевчук      | Алексей Тузов       |                    |                    |                                           | КРСП 2016 (9 место)                  |
| 2017—18                                             | Ксения Шевчук      | Кирилл Суровов      |                    |                    |                                           | КРСП 2017 (13 место)                 |
| 2017—18                                             | Ксения Шевчук      | Пётр Кузнецов       |                    |                    |                                           | ЧРСП 2018 (17 место)                 |
| 2019—20                                             | Ксения Шевчук      | Алексей Куликов     |                    |                    |                                           | КРСП 2019 (14 место)                 |
| Франция                                             |                    |                     |                    |                    |                                           |                                      |
| Кёрлинг среди смешанных пар (mixed doubles curling) |                    |                     |                    |                    |                                           |                                      |
| 2022—23                                             | Ксения Шевчук      | Eddy Mercier        |                    |                    | тренер: Тьерри Мерсье                     | ЧМСП 2023 (квал. 2022) (7 место)     |
| 2023—24                                             | Ксения Шевчук      | Вильфрид Куло       |                    |                    | тренер: Тьерри Мерсье                     | ЧМСП 2024 · (квал. 2023) · ЧФСП 2024 |
| 2023—24                                             | Ксения Шевчук      | Вильфрид Куло       |                    |                    | тренер: Джеймс Драйбур                    | ЧМСП 2024 (18 место)                 |

(скипы выделены полужирным шрифтом)

## Частная жизнь
Окончила Московский физико-технический институт.